# USS Charlotte (SSN-766)
Za druga plovila z istim imenom glejte USS Charlotte.
USS Charlotte (SSN-766) je jedrska jurišna podmornica razreda los angeles.